# Hannes Gerken
Hannes Gerken (* 29. Mai 1998) ist ein deutscher Volleyballspieler.

## Karriere
Gerken begann seine Karriere beim TuS Finkenwerder. Später spielte er beim VCO Hamburg in der Dritten Liga Nord. 2017 kam er zur SVG Lüneburg, wo er zunächst mit der zweiten Mannschaft in der Dritten Liga West spielte und zeitweise mit den Profis trainierte.
Zur Saison 2020/21 rückte er dann in den Bundesliga-Kader auf. In der Saison kam die SVG ins DVV-Pokal-Viertelfinale und ins Playoff-Halbfinale. Im DVV-Pokal 2021/22 erreichte Lüneburg das Finale gegen den VfB Friedrichshafen. In den Bundesliga-Playoffs schied der Verein jedoch im Viertelfinale aus. Die Lüneburger schieden im DVV-Pokal 2022/23 im Viertelfinale aus, erreichten aber in den Bundesliga-Playoffs das Halbfinale. Die SVG spielte 2023/24 erstmals in der Champions League und erreichte anschließend das Finale im CEV-Pokal. National kam sie im DVV-Pokal 2023/24 und in den Playoffs der Bundesliga jeweils ins Halbfinale. 2024 wechselte Gerken zum Ligakonkurrenten Netzhoppers Königs Wusterhausen.
Mit Björn Schmitt, Leo Hauschild und anderen Partnern nahm Gerken auch an Nachwuchsmeisterschaften und kleineren Turnieren im Beachvolleyball teil.